# Treceți, batalioane române, Carpații
 (août 2023).
La mise en forme du texte ne suit pas les recommandations de Wikipédia : il faut le « wikifier ».
Les points d'amélioration suivants sont les cas les plus fréquents. Le détail des points à revoir est peut-être précisé sur la page de discussion.
- Les titres sont pré-formatés par le logiciel. Ils ne sont ni en capitales, ni en gras.
- Le texte ne doit pas être écrit en capitales (les noms de famille non plus), ni en gras, ni en italique, ni en « petit »…
- Le gras n'est utilisé que pour surligner le titre de l'article dans l'introduction, une seule fois.
- L'italique est rarement utilisé : mots en langue étrangère, titres d'œuvres, noms de bateaux, etc.
- Les citations ne sont pas en italique mais en corps de texte normal. Elles sont entourées par des guillemets français : « et ».
- Les listes à puces sont à éviter, des paragraphes rédigés étant largement préférés. Les tableaux sont à réserver à la présentation de données structurées (résultats, etc.).
- Les appels de note de bas de page (petits chiffres en exposant, introduits par l'outil «  Source ») sont à placer entre la fin de phrase et le point final[comme ça].
- Les liens internes (vers d'autres articles de Wikipédia) sont à choisir avec parcimonie. Créez des liens vers des articles approfondissant le sujet. Les termes génériques sans rapport avec le sujet sont à éviter, ainsi que les répétitions de liens vers un même terme.
- Les liens externes sont à placer uniquement dans une section « Liens externes », à la fin de l'article. Ces liens sont à choisir avec parcimonie suivant les règles définies. Si un lien sert de source à l'article, son insertion dans le texte est à faire par les notes de bas de page.
- La présentation des références doit suivre les conventions bibliographiques. Il est recommandé d'utiliser les modèles {{Ouvrage}}, {{Chapitre}}, {{Article}}, {{Lien web}} et/ou {{Bibliographie}}. Le mode d'édition visuel peut mettre en forme automatiquement les références.
- Insérer une infobox (cadre d'informations à droite) n'est pas obligatoire pour parachever la mise en page.

Pour une aide détaillée, merci de consulter Aide:Wikification.
Si vous pensez que ces points ont été résolus, vous pouvez retirer ce bandeau et améliorer la mise en forme d'un autre article.
 (mai 2024).
Treceți, batalioane române, Carpații (Traversez, bataillions roumains, les Carpates) est une chanson patriotique roumaine. Il est pensé qu'elle a été composée en 1916, peu avant l'entrée de la Roumanie dans la Première Guerre mondiale, bien que sa première apparition historique ait eu lieu en février 1919, lorsque des membres de la Légion roumaine des volontaires de Transylvanie-Bucovine ont été enregistrés en train de chanter une version de la chanson. La version originale (avec 3 strophes) raconte comment les soldats roumains disent au revoir à leurs familles et se rendent en Transylvanie pour lutter contre l'Autriche-Hongrie pour l'unification de la région avec le royaume de Roumanie,.
La chanson a ensuite été « relancée » dans les années 1970 et 1980, lorsqu'Adrian Păunescu et d'autres poètes ont ajouté plus de strophes et ont intégré la chanson au répertoire des spectacles de Cenaclul Flacăra, un mouvement artistique et culturel de l'époque. Cela a rendu la chanson plus populaire pendant la période communiste.
Il existe une théorie selon laquelle l'auteur serait peut-être Iosif Romulus Botto (ro), qui a composé une trentaine d'autres chœurs et fanfares sur la Transylvanie et le Banat pendant l'entre-deux-guerres. Cependant, il n’avait que 12 ans en 1916, ce qui rend peu probable que la chanson ait effectivement été composée à cette époque.
Cette chanson est similaire à Szara piechota (« L'Infanterie en uniforme gris »), une chanson patriotique polonaise datant apparemment de 1918 ou 1927.

## Paroles
Les paroles sont les suivantes :

### Version originale (Première Guerre mondiale)
| Roumain | Français |
| --- | --- |
| Treceți, batalioane române, Carpații La arme cu frunze și flori V-așteaptă izbânda, v-așteaptă și frații Cu inima la trecători Ardealul, Ardealul, Ardealul ne cheamă Nădejdea e numai la noi Sărută-ți, copile, părinții și frații Și-apoi să mergem la război Nainte, 'nainte cu sabia-n mână Hotarul nedrept să-l zdrobim Să trecem Carpații, ne trebuie Ardealul De-o fi se ne-ngropăm de vii | Traversez, bataillions roumains, les Carpates Aux armes avec feuilles et fleurs La victoire vous attend, nos frères aussi Avec leurs cœurs dans les cols [des Carpates] Transylvanie, Transylvanie, la Transylvanie nous appelle L'espoir n'est qu'en nous Embrasse, garçon, tes parents, tes frères et sœurs Et puis partons en guerre En avant, en avant avec des épées en main Écrasons la frontière injuste Traversons les Carpates, nous avons besoin de la Transylvanie Même si nous devons être enterrés vivants |